# Expansión musulmana

Expansión bajo Mahoma, 622-632^{greg.}/1-11^{A.H.}
Expansión durante el Califato ortodoxo, 632-661^{greg.}/11-40^{A.H.}
Expansión durante el Califato omeya, 661-750^{greg.}/40-129^{A.H.}

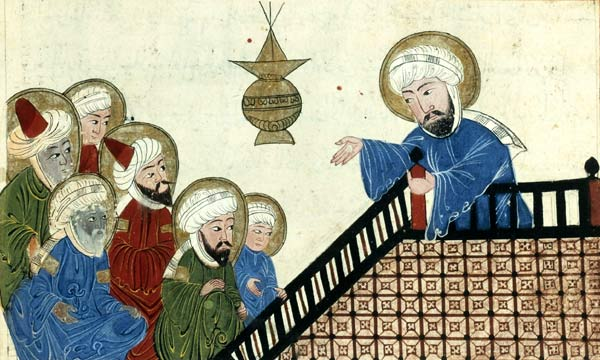
Mahoma predicando.

La expansión musulmana o la expansión del islam comenzó en la península arábiga al suroeste de Asia. Es la denominación que suele darse a las conquistas militares o las reformas de comercio de la civilización árabe musulmana en las que caerían el Imperio sasánida, el norte de África, y la península ibérica, incluyendo partes del Imperio bizantino. También está incluida en esta denominación el influjo de los comerciantes en África y las misiones hechas en Filipinas.
Este período empezó desde el año 622 cuando Mahoma organizó en Medina un conjunto de soldados que pronto se volvió lo bastante fuerte para unificar toda la península arábiga. Tras la muerte de Mahoma en el 632, el islam tuvo una expansión sorprendentemente rápida durante alrededor de una década, favorecido en primera instancia por la debilidad del Imperio bizantino, y ocupó todo el norte de África, Irán, la parte meridional del Asia Central, el oeste del subcontinente indio, la península ibérica y el sur de Francia. Esta primera etapa concluyó con varias derrotas, como la batalla de Covadonga en el año 722 o la batalla de Poitiers (732) y otras frente a los bizantinos e hindúes, y con la disolución del Califato Omeya.
Durante los siglos siguientes, el islam logró varios avances en otros frentes, como en el resto de Asia Central, en Asia Menor, en el sur de Italia, en Europa oriental, en el Sudeste asiático y en el África subsahariana. Sin embargo, todos estos avances fueron producidos por distintos Estados independientes unos de otros. Mientras estos avances se producían, el islam era obligado a retroceder en Europa occidental, especialmente por la llamada Reconquista española. Durante el último tercio del siglo XVI, un último Estado musulmán con pretensiones universales, el Imperio otomano, alcanzó su máxima expansión.
A lo largo de este período de casi un milenio tuvieron lugar grandes acontecimientos, hechos y procesos muy diferentes entre sí, diferenciados temporal y geográficamente, sobre todo en el interior del islam, algunos de los cuales fueron causa de su propia destrucción (en especial la forma de gobernarse). Después de la conquista de Arabia llevada a cabo por Mahoma años antes de su muerte y continuada por sus seguidores, lograron unificar el reino en un único gobierno, el cual debía cumplir «la palabra de dios», además de respetar las opiniones de otros ciudadanos, pero eso cambió años después según científicos durante el gobierno de Abdel Mumin, en 1130-1163, después de la muerte de Ibn Tumart.

## Primer siglo de expansión musulmana

Expansión árabe en tiempos de Mahoma en la zona I, Abu Bakr en la II, Omar en la III y Uthman en la IV.

Durante sus primeras décadas, el islam se extendió rápidamente desde el noreste hasta Mesopotamia y Persia; y al oeste hasta Siria, Palestina y Egipto (las provincias más ricas del Imperio bizantino).
El islam impactó en el mundo cristiano y greco-romano poco después de la muerte de Mahoma. Durante el reinado de los omeyas, la expansión continúa, las conquistas se hacen por vía terrestre hasta el extremo noroccidental de África a fines del siglo VII, y llegan a las costas de la península ibérica comenzando el siglo VIII. En 711 superan el estrecho de Gibraltar y logran llegar a la península ibérica. Los musulmanes son detenidos en la batalla de Covadonga en el año 722 en Covadonga, Asturias y en la batalla de Poitiers, en el 732 en Poitiers, Francia. Desde allí vuelven a sus territorios en la península ibérica aunque los reyes asturianos, tras la victoria en Covadonga inician la Reconquista dando lugar al Reino de Asturias.
Luego se expandieron hacia Asia central, Bujará, Kabul, y alcanzarán la frontera de la India. Limitarán con el Imperio bizantino, el mar Caspio y el Cáucaso al norte.
El mar Mediterráneo es controlado por el Imperio bizantino luego de la amenaza de las conquistas árabes, quienes construirán una flota y atacarán Constantinopla sin éxito en tres ocasiones. Los bizantinos eran maestros del mar y bloquearon la expansión musulmana, manteniendo de todas formas el comercio con ellos. El mar se constituyó en una frontera, pero sobre todo se convirtió en un mar de comercio. El mapa no cambiaría más hasta el siglo XI.
Cuando los árabes conquistaban un territorio, se establecían en campamentos aparte y vivían del fruto de sus conquistas y de los impuestos aplicados a los no-musulmanes, a cambio de su libertad y su protección. Este impuesto personal se llamaba yizia y era distinto al que pagaban los musulmanes, llamado azaque (que es uno de los cinco pilares del islam).
El siglo VIII se caracteriza por la férrea resistencia del Imperio bizantino, pero también en el interior del mundo musulmán. La agitación es a la vez política y religiosa. Se observa entonces la unificación y la arabización del Imperio (por la lengua, la moneda, la administración), como consecuencia de su islamización (las escuelas son instituidas para aprender el Corán, los juicios son llevados a cabo para responder al derecho musulmán).
Pero hay numerosas secesiones político-religiosas. En efecto, los abasíes fundaron Bagdad. Hay entonces un desplazamiento del centro político hacia el este, que por consecuencia le transferirán corrientes llegadas desde el extremo oriente, pero también significará un desequilibrio pues el centro está alejado del oeste del Imperio. Esto arrastrará las secesiones que derivarán en la formación de tres grandes zonas donde emergerán los califatos.
Estas son las zonas abasí, fatimí y andalusí; se puede aún hablar de unidad religiosa entre los sucesores de Mahoma.
En el siglo IX y el siglo X, el Imperio árabe-musulmán no se expande más, estando sometido a presiones exteriores crecientes.

## DelsigloVIIIalsigloXV
Las tropas de Uqba ibn Nafi entran en Ifriqiya, nombre dado a esta antigua provincia romana, pero se topa con la resistencia de Kusaila. En 683, en el momento de una batalla terrible, Uqba muere así como la inmensa mayoría de sus hombres. Kusaila marcha entonces sobre Kairuán, reinando allí cerca de cinco años, pero refuerzos venidos de Siria destituyen al rey.
La conquista del norte de África prosigue y en seguida un nuevo ataque gana la región de Aurès, la reina Dijia (Kahena) llega a reunir a varias tribus bereberes y rechaza provisionalmente a los soldados musulmanes hasta Tripolitania (la actual Libia). Cartago es tomado en 698, la resistencia está dominada a partir de 702 y el norte de África es oficialmente conquistado en 711. El mismo año, los primeros contingentes bereberes pasan a Andalucía, dirigidos por Táriq ibn Ziyad. A la fase de organización militar de la conquista, va a sustituirse la administración de un territorio todavía parcialmente insumiso, y convertido.
Las poblaciones afro-árabe-persas del África oriental que comerciaban desde hace siglos con los árabes se islamizaron desde el siglo viii. Loa suajilis son a la vez el fruto de este mestizaje y de la islamización de la región.

### Europa

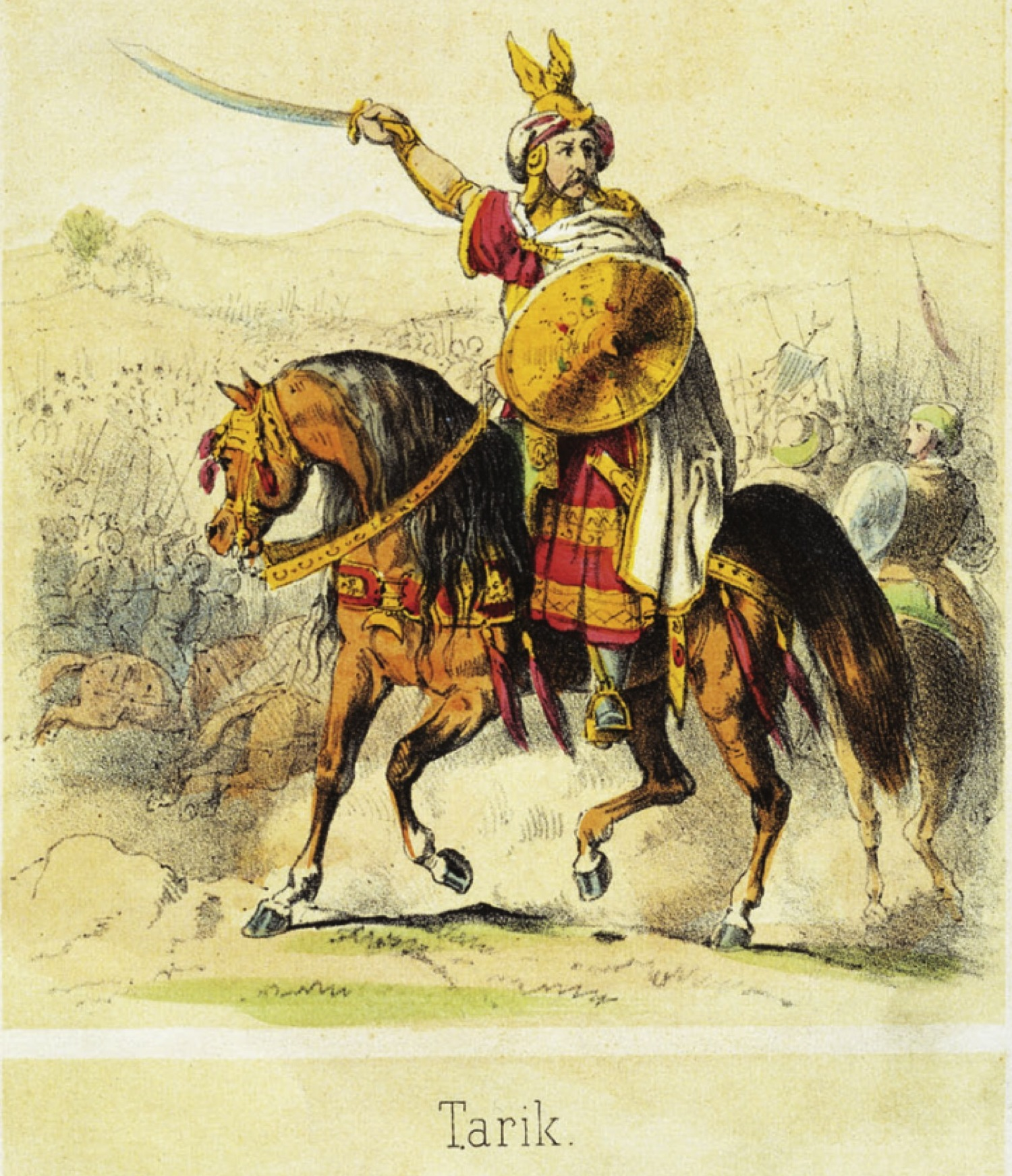
Tarik fue un general, perteneciente a los bereberes, que dirigió la conquista musulmana de la península ibérica (Hispania visigoda), según la historiografía tradicionalmente admitida, basada en crónicas árabes de los y.

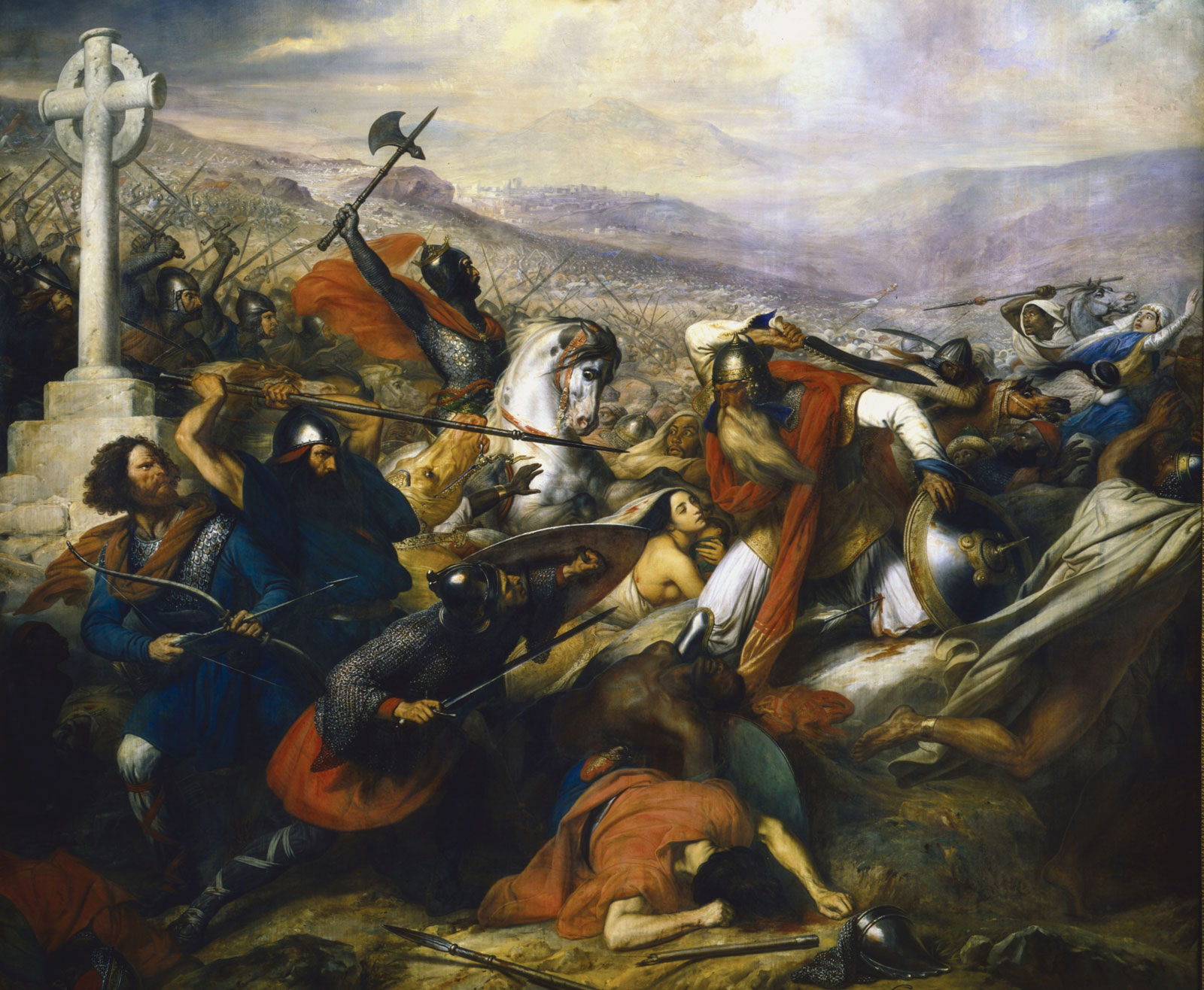
La batalla de Poitiers, en octubre del 732.

Las conquistas árabes llegaron hasta Europa. En 711, al mando de Tarik y enviados por el gobernador africano Muza, los árabes conquistaron el Reino visigodo, y se anexaron Hispania. La expansión del islam se hace según el principio de la guerra santa o Yihad. Este se toma del Corán donde el término aparece en la fórmula «esfuerzo en el camino de Dios», en el sentido de esfuerzo para hacer reinar los derechos de Dios, es decir, para defender el islamismo. A diferencia de la fe cristiana, que rechaza la guerra ofensiva para expandir la fe, el islam defiende las ofensivas militares para imponer la fe de Mahoma.
Esta tierra, entonces cristiana, había sido desgastada por las luchas intestinas derivadas contra la herejía (arrianismo en la península ibérica y donatistas en el norte de África) y, debido a esto, había sido largamente perseguida por el poder imperial. Lo que explica la acogida fácil para los conquistadores, hecho por la mayoría de ellos por lo menos en el norte de África. La Hispania se convertirá en el país de al-Ándalus durante ochocientos años.
En cambio las corrientes del cristianismo consideraron primero muy negativamente la emergencia del islam. Esta nueva religión ponía obstáculo a su reivindicación de universalismo (“católico” significa universal), y las referencias a los mensajes de la Biblia aparecían en ellos, así como a los judíos, más bien como una herejía cismática (para las corrientes que utilizan este concepto) que como un reconocimiento. La referencia al mensaje cristiano utilizada en el Corán había llegado a Mahoma vía cristianos monofisitas, docetas o nestorianos, es decir, de las corrientes consideradas heréticas por los Concilios de Nicea y Constantinopla.
A lo más, el islam aparecía ante ellos como una forma de competencia ligera, compartiendo su reconocimiento a un Dios único, pero refutando en cambio la idea de Trinidad.
Hasta la llegada de los turcos selyúcidas, sin embargo, la convivencia en Jerusalén sería sin dificultad mayor, a pesar de las invasiones repetidas hacia Europa realizadas por tropas moras que apelan al islam. La situación totalmente cambia con la ocupación turca, que piensa prohibirles a los cristianos el paso hacia los lugares santos.
Una tensión se crea entonces. Para Occidente cristiano, el mahometano se hace el infiel por excelencia, y Mahoma (de donde viene la deformación baphomet) es la imagen de un demonio pérfido, que predica en nombre de Dios para desviar a los fieles de la verdadera fe. A veces es asimilado como el Anticristo, a veces más simplemente hace recordar las palabras que los evangelios atribuyen a Jesús y que advierte contra profetas falsos que vendrán después de él. Desde el lado musulmán se establecen las mismas acusaciones.
La conquista islámica, como más tarde lo serán las cruzadas, son motivados por los jefes de guerra deseosos de extender su territorio, así como por las poblaciones preparadas con este fin, por una necesidad percibida de difundir la verdadera fe.
El apogeo de la civilización musulmana (en términos de desarrollo científico y técnico) se sitúa entre los siglos VIII y IX. Los progresos son tales, que se puede hablar de un “Primer Renacimiento”, muy anterior al fenómeno que se efectuará en Italia durante el siglo xiii. Ellos recibieron importantes conocimientos de países de antigua civilización que conquistaron: (Siria, Líbano, Egipto, Mesopotamia, la provincia romana de África). Pero esta recepción no fue meramente pasiva: con esta materia se producen desarrollos importantes y propios, como los logrados con el álgebra, o en el campo filosófico, el cual reconoce importantes personajes como Avicena, Al-Farabi o Averroes. Europa tiene entonces cerca de dos siglos de retraso sobre el mundo musulmán, aunque ciudades como Venecia tuvieron al respecto una situación extraordinaria. Sin embargo, los beneficios culturales y técnicos obtenidos por los territorios occidentales gracias a la expansión musulmana son objeto de debate de los historiadores especializados.
Más que la victoria de 732 de Carlos Martel, que rechazará la invasión en Poitiers, es el fracaso del sitio de Constantinopla el que frenará el avance de los ejércitos árabes. Los establecimientos moros perdurarán mucho tiempo como atestigua la toponimia de Ramatuelle, una ciudad de Provenza al sur de Francia, nacida de Rahmat Allah, la gracia de Dios.
Se conocerá el movimiento inverso de guerra justo también, algunos siglos más tarde, en la Reconquista de la península ibérica que verdaderamente se presenta en la batalla de Las Navas de Tolosa, la primera victoria de esta campaña, y se concluirá en el siglo XV por la conquista de los últimos reinos Taifas en 1492. Esta fecha corresponde también según Jacques Attali y Arnold J. Toynbee al exterminio de los últimos núcleos de resistencia cristiana en Egipto. Algunas cruzadas previamente destinados a reconquistar la tumba del Cristo habían reabierto en los países cristianos la ruta de las especias apoderándose de las escalas de Levante.

### La conquista otomana

Mapa de las conquistas del Imperio otomano hacia 1683

En el siglo IX, empieza el avance de los pueblos turco-mongoles de la región de las montañas Altái y del lago Baikal hacia el oeste; estos pueblos progresivamente se islamizan. Más tarde, debido al llamado de refuerzo hecho por el califa abasí para calmar las agitaciones, poblaciones turcas llamadas selyúcidas se instalan en Bagdad en el siglo XI.
El islam se extiende en Asia Menor y en la India. Un príncipe afgano convertido al islam instaura un sultanato en la India. Hay diferentes familias influyentes en las tribus turcas en Asia Menor, y la familia Osmán, instalada cerca de Constantinopla, va a emprender la conquista de Asia Menor y de los Balcanes. Constantinopla cae en 1453. La expansión del islam en Europa se debió a las exitosas campañas militares que llevaron a cabo los otomanos, en particular sobre los albaneses y sobre los eslavos de Bosnia.

## Época contemporánea

Mapa de los países musulmanes a comienzos del.
Suní
Chií
Ibadí (jariyismo)

El islam es hoy la religión más seguida después del cristianismo con un total estimado de 1,3 miles de millones de creyentes (en torno al 20 % de la población mundial).
El islam continúa su expansión en África, en una progresión constante hacia el sur del continente (donde predomina aún el cristianismo desde la colonización europea). Desde su independencia, una parte de los países de África negra privilegiaron más bien las relaciones con los países árabes musulmanes antes que con los antiguos colonizadores. Uno de los factores de la fácil difusión del islam en África es su importación desde países vecinos, en lugar de evangelizadores blancos susceptibles de ser percibidos como colonizadores, como en el caso del catolicismo.
Esta expansión es también fuente de tensiones y de conflictos. En Costa de Marfil o en Nigeria, por ejemplo, la oposición entre las poblaciones musulmanas al norte del país y las poblaciones cristianas del sur alimenta una inestabilidad permanente que puede ir hasta el conflicto armado a escala nacional (Costa de Marfil) o a ataques y represalias en las regiones “mixtas” (Nigeria). A las cuestiones religiosas se incorporan sin embargo intereses económicos y políticos (reparto de las riquezas y del poder político) en el génesis de los enfrentamientos.
La difusión del islam fuera del mundo árabe-musulmán tradicional se explica en parte por el crecimiento de los flujos migratorios a partir de los países de religión y de cultura musulmana. Es el caso en los países occidentales dónde la inmigración de poblaciones musulmanas se desarrolló desde los años 1950. Sin embargo, esta inmigración no parece influir en el número de conversiones de la población local.
El islam continúa también su difusión hacia el este en Asia. En Indonesia particularmente, el islam, llegado desde comerciantes indios y chinos que hacían escalas en los puertos de Java y el Sumatra por lo menos desde el siglo XII, tuvo una progresión más bien lenta. En nuestros días, el 88 % de la población indonesia administrativamente es registrada como musulmana.

## Fechas cruciales
- 570-632: vida de Mahoma.
- 629: toma de La Meca (Tratado de Hudaybiyyah)
- 632-661: los cuatro primeros califas y el inicio de la expansión en oriente próximo y en Egipto.
- 637: toma de Jerusalén.
- 642: los musulmanes penetran en Egipto.
- 656: asesinato de Uthman. batalla del camello. Inicio de la Fitna.
- 661: asesinato de Alí; inicio del chiismo.
- 661-750: dinastía de los Omeyas, (Damasco, capital del califato)
- 698: caída de Cartago.
- 711: desembarco en la península ibérica, fulminante conquista musulmana.
- 718: inicio de la Reconquista en Asturias. Apogeo del sitio de Constantinopla por los árabes.
- 771: finalización de las conquistas de la India y de España.
- 732: derrota árabe-bereber a manos de Carlos Martel en Poitiers.
- 750-1258: dinastía de los abasíes (Bagdad capital del califato)
- 878: ocultación del duodécimo Imán, descendiente de Alí.
- 1000: inicio de las conquistas en la India por los soberanos turco-musulmanes.
- 1037: muerte del pensador Ibn Sina (Avicena).
- 1099: toma de Jerusalén por los cruzados.
- 1187: Saladino recaptura Jerusalén de los cruzados.
- 1198: muerte del filósofo Ibn Rouchd (Averroes).
- 1250-1517: dinastía de los Mamelucos en Egipto
- 1258: destrucción de Bagdad por los mongoles, fin de los abasíes. Dinastía de los Ilkanes mongoles.
- 1300: expansión del islam en Indonesia. Los mercaderes indios introducirán el islam en Indonesia (Sumatra).
- 1419: el príncipe de Malaca se convierte al islam.
- 1453-1571: apogeo del Imperio otomano, entre la toma de Constantinopla y la derrota naval de Lepanto.
- 1492: caída del Reino de Granada, fin de la reconquista cristiana en España.
- 1683: apogeo relativo de los Turcos otomanos. El Imperio comienza su lento declinar.
- 1798: llegada de Bonaparte a Egipto. Tratará de adoptar una estrategia de semitentación, al declararse el amigo del sultán, y por lo tanto del pueblo egipcio, pero enemigo de los mamelucos que se comportan como un país conquistado, y hará proclamar esta declaración en todo el país.
- 1830: inicio de la conquista francesa en Argelia.
- 1881: inicios del movimiento mahdista en Sudán. Protectorado francés en Túnez.
- 1882: protectorado británico sobre Egipto.
- 1912: protectorado francés y español en Marruecos.
- 1920: mandato francés en Siria y Líbano; mandato británico en Palestina e Irak.
- 1921-1926: guerra del Rif en Marruecos.
- 1922: independencia de Egipto.
- 1924: abolición del califato en Turquía por Mustafa Kemal.
- 1928: fundación en Egipto del movimiento Hermanos Musulmanes.
- 1932: los territorios conquistados por Abd al-Azi ibn Saoud quedan en poder de Arabia Saudita.
- 1948: Los judíos declaran su independencia en Palestina y crean el Estado de Israel; como resultado de la guerra, más de 800,000 musulmanes son expulsados y Jerusalén cae parcialmente en manos de los judíos.
- 1967: Jerusalén cae definitivamente en manos de los judíos junto al resto de la región de Judea y Samaria (Cisjordania) y los Altos del Golán.